# 艰难拟梭菌
艰难拟梭菌（C. diff）又称艰难类梭菌，旧名艰难梭菌（Clostridium difficile）、困難梭狀芽孢桿菌、困難梭狀桿菌，属厌氧性拟梭菌属细菌，一般寄生在人的肠道内。厌氧性细菌是指那些在无氧条件下要比在有氧环境下生长好的细菌，而人的肠道正好是一个相对无氧的环境。如果过度服用某些抗生素，艰难拟梭菌的菌群生长速度加快，影响肠道中其他细菌，引发炎症。
艰难拟梭菌是梭菌属的一个成员，对氧十分敏感，很难分离培养，故得名。梭菌属成员很多，可分为几个群，其中有几个成员对人是致病性的。最著名的有产气荚膜梭菌、破伤风梭菌和肉毒梭菌。产气荚膜梭菌可引起伤口气性坏疽、食物中毒、肌肉坏死、梭菌蜂窝织炎等，破伤风梭菌可引起破伤风，肉毒梭菌可引起肉毒中毒。肉毒中毒的典型临床特征是急性弛缓麻痹，先从双侧颅神经阻碍开始，包括面部、头颅和咽部的肌肉，然后对称性下降，包括喉部和肢体肌肉。由于舌或咽部肌瘫痪可引起的呼吸困难，隔膜和肋部的瘫痪可能引起死亡。产气荚膜梭菌是一种常见的引起食物中毒的细菌。
艰难拟梭菌发现于1935年，但直到1977年发现本菌与临床长期使用某些抗生素（氨苄青霉素、头孢霉素、红霉素、氯林可霉素等）引起的伪膜性结肠炎有关，方被重视。
艰难拟梭菌广泛分布于自然環境中，如土壤、干草、沙、一些大型动物（牛、驴和马）的粪便，及狗、猫、啮齿动物和人的粪便，除此之外还大量存在于水和动物的肠道中。婴儿的粪便中常含有艰难拟梭菌，为新生婴儿肠道中正常菌群，大约50% 12月龄婴儿的肠道中有艰难拟梭菌，2岁以上儿童的带菌率大约为3%，但此菌在健康成人中出现频率较低，无症状带菌的成人在瑞典是1.9%，在日本为15.4%，這種細菌會產生腸毒素和細胞毒素，是一种能引起伪膜性结肠炎的厭氧梭菌屬细菌，也是一種導致住院病人腹瀉的常見細菌，病徵由輕度以至嚴重的腹瀉。

## 致病因子
主要為 toxin A（TcdA）、toxin B（TcdB），藉由將尿苷二磷酸葡萄糖 (UDP-glucose）的葡萄糖轉移至 Rho small GTPase（醣基化）使其失活，這將導致：
1. 肌動蛋白解聚化（actin depolymerization），破壞細胞骨架完整性，因而出現細胞病變(變圓)，並導致由caspase-3、9介導的細胞凋亡。

1. 活化TLR-4、5，促大量發炎細胞激素(IL-1β、IL-12、IL-18、TNF-α)產生，導致嚴重的腸道發炎。

以上帶來的結果使腸道上皮細胞大量死亡、上皮緊密連接被破壞，使腸道通透性增加並導致腹瀉。

## 疾病與症狀
艰难拟梭菌可定植於人體腸道而不出現症狀，因為腸道正常菌叢可壓制其生長，但當使用大量廣譜抗生素(如頭孢菌素)，會殺死正常菌叢，使艰难拟梭菌大量增生並產生毒素，導致腹瀉、噁心、發燒，甚至導致偽膜性結腸炎及毒性巨結腸症(Toxic megacolon)致死。

## 治療
通常使用甲硝唑、萬古黴素治療，近期發現以糞便微生物移植作為治療手段有更好的效果且更少的副作用。